# Chiquinho (futebolista nascido em 1966)
Neuri Carlos Testa, mais conhecido como Chiquinho (Aratiba, 27 de Abril de 1966), é um ex-futebolista brasileiro que atuava como volante.

## Histórico
Depois de peregrinar por pequenos clubes – jogava bola e trabalhava em um escritório de despachante –, se firmou no futebol e defendeu times como Juventude, Veranópolis, 15 de Novembro, Pelotas, Mogi-Mirim (conquistou o título da Série B do Brasileirão), Guarani e Fluminense (campeão da Taça Guanabara).
Teve várias passagens pelo campeonato gaúcho.

### Prêmios individuais
Artilharias
São José-RS
- Campeonato Gaúcho: 2001 (15 gols)[1]